# Moulin de Villars
Le moulin de Villars est un ancien moulin à vent situé dans la commune de Salles-d'Angles à la limite d'Angeac-Champagne, en Charente.
L'ouvrage figure sur la carte de Cassini, il pourrait donc dater de la première moitié du XVIIIe siècle.
Le nom de l'ouvrage pourrait provenir du sieur de Villars, curé d'Angeac-Champagne au XVIIIe siècle.

## Rénovation
L'ouvrage tombant en ruine depuis de nombreuses années, d'importants travaux de rénovation ont débuté en décembre 2018 pour se terminer en mai 2019.
Techniquement, la maçonnerie et les joints du moulin ont entièrement été refaits et une chape au sol a été coulée. Les vestiges intérieurs ont été retravaillés pour être mis en valeur. Ancien moulin à vent, son utilisation sera toute autre que par le passé. En effet, une terrasse a été aménagée au niveau du toit et adaptée pour accueillir environ vingt personnes, offrant un point de vue panoramique sur le vignoble.

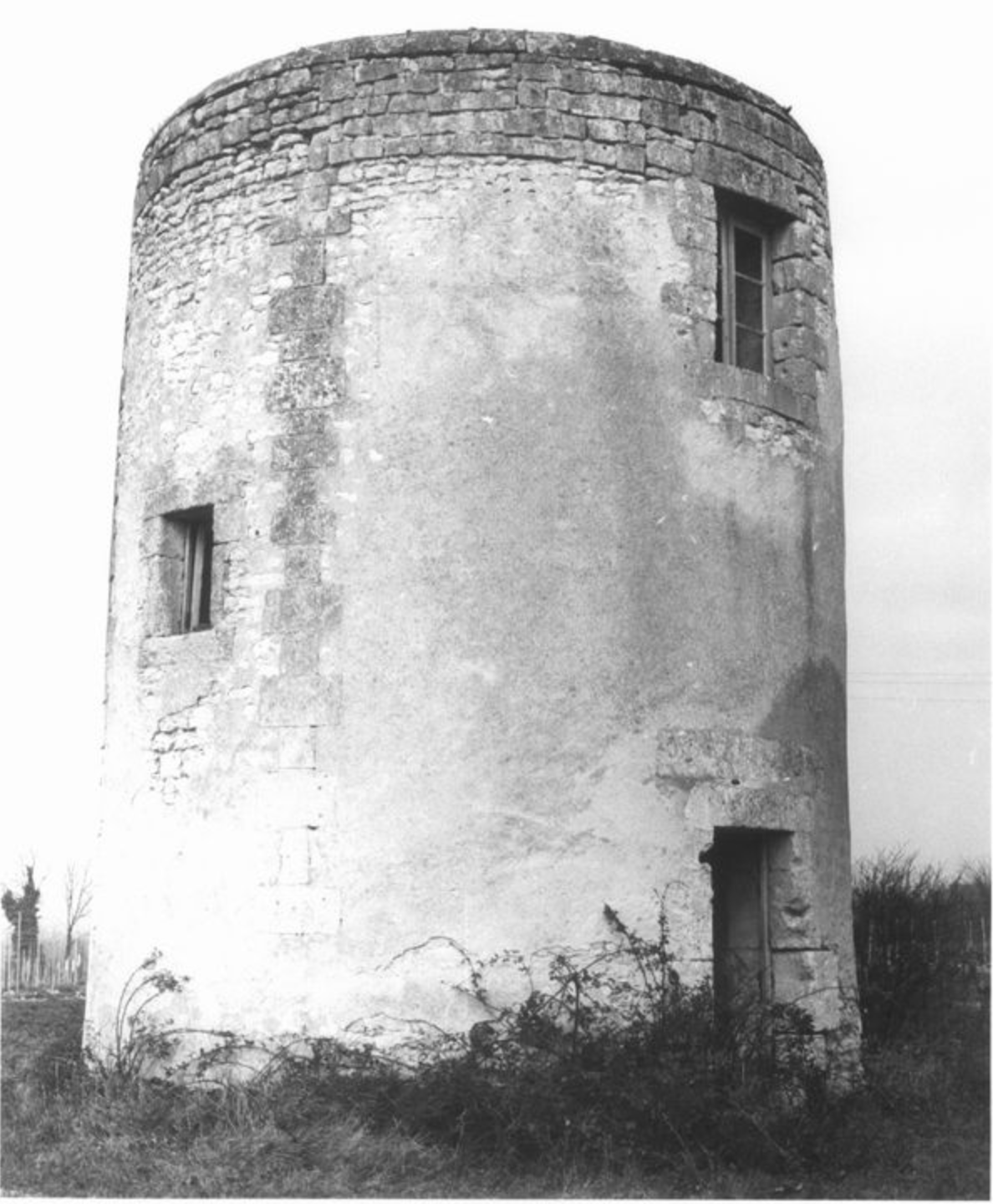
Moulin de Villars (1983)
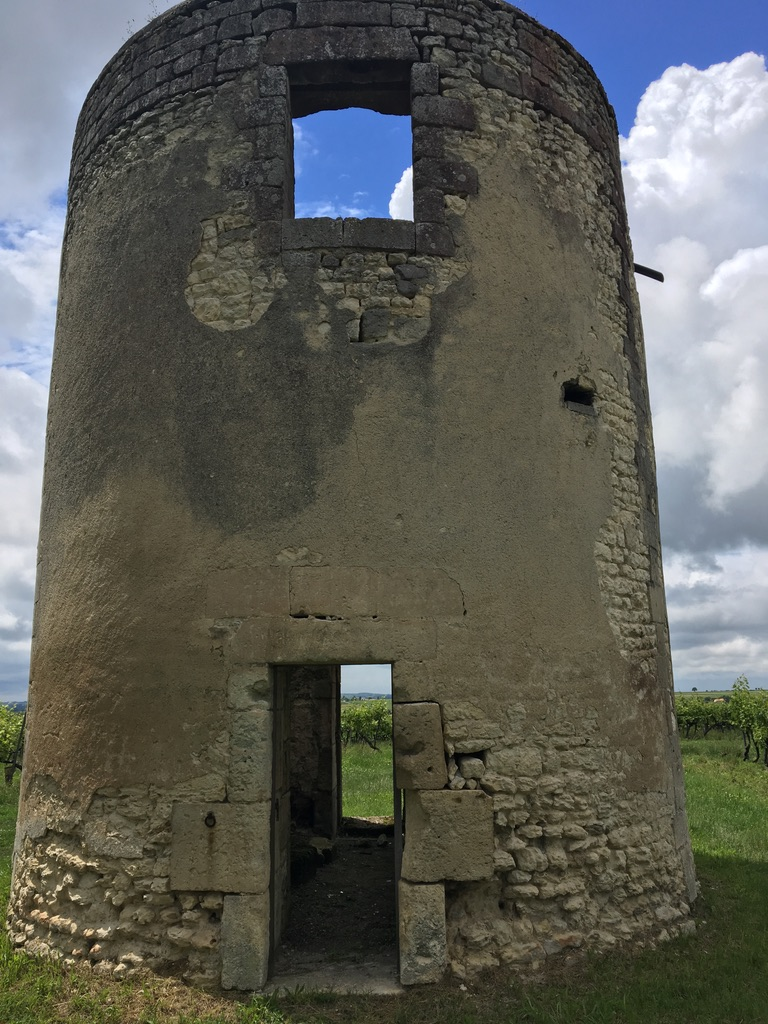
Moulin de Villars (2018), avant rénovation
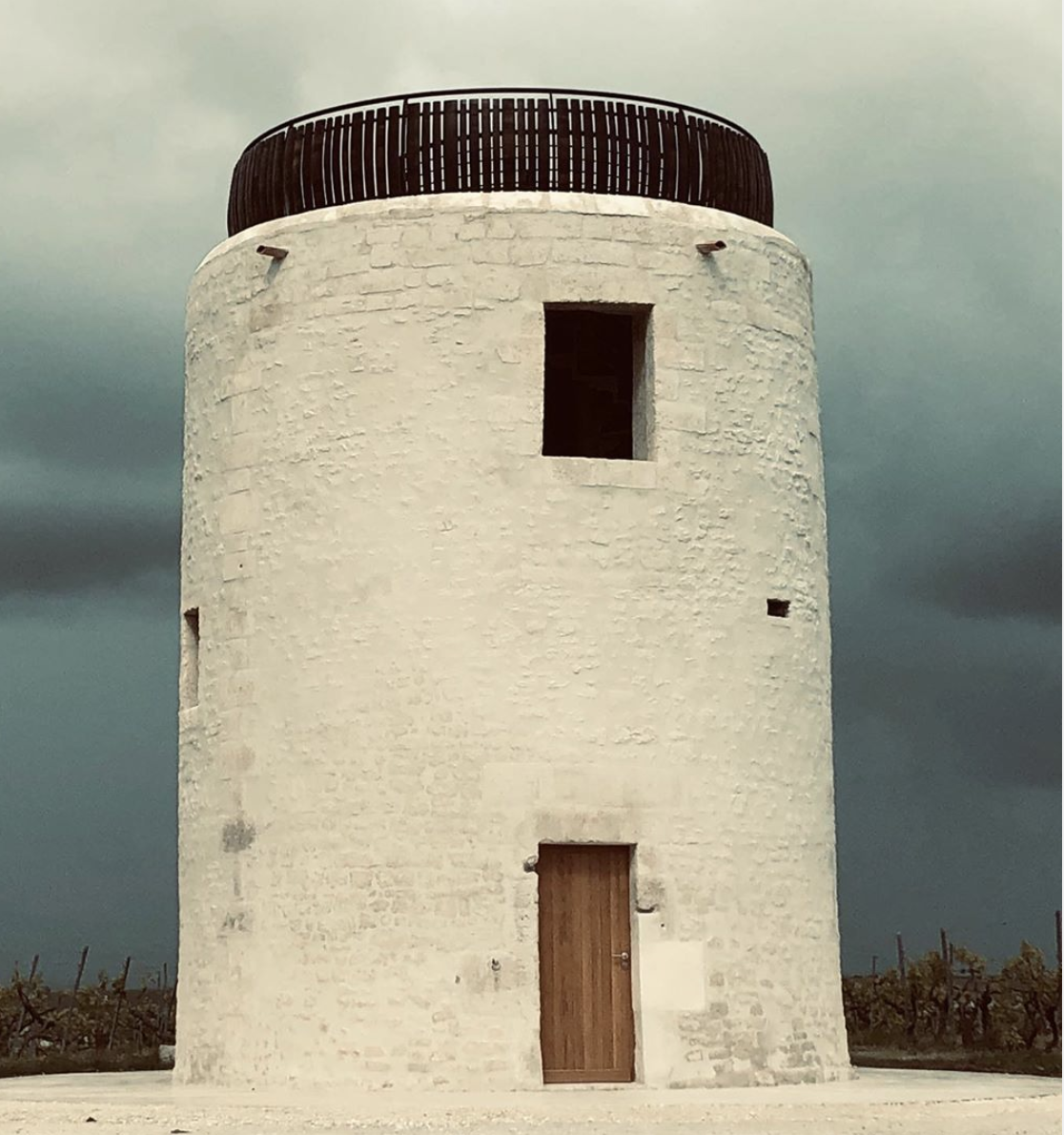
Moulin de Villars (2019), rénové